# Andres Kristol
Ne doit pas être confondu avec André Cristol.
 (juillet 2025).
Si vous disposez d'ouvrages ou d'articles de référence ou si vous connaissez des sites web de qualité traitant du thème abordé ici, merci de compléter l'article en donnant les références utiles à sa vérifiabilité et en les liant à la section « Notes et références ».
Andres Max Kristol, né le 25 août 1948 à Zurich, est un romaniste suisse.
Kristol a étudié à l'Université de Zurich, où il a également obtenu son doctorat et son habilitation.
De 1993 à 2014, il est professeur à l'Université de Neuchâtel et directeur temporaire du Centre de Dialectologie. À partir de 1997, il est également professeur extraordinaire de linguistique historique française à l'Université de Bâle.
Il est le rédacteur en chef du Dictionnaire des noms de communes suisses (en allemand : Lexikon der schweizerischen Gemeindenamen) et de Vox Romanica (de), revue suisse de linguistique et de philologie romane. .

## Publications
- Sprachkontakt und Mehrsprachigkeit in Bivio (Graubünden). Linguistische Bestandesaufnahme in einer siebensprachigen Dorfgemeinschaft. Francke, Bern 1984.
- Histoire linguistique de la Suisse romande. Éditions Alphil, Neuchâtel 2023,  (ISBN 978-2-88930-455-4).
- Atlas linguistique audiovisuel des dialectes francoprovençaux du Valais romand. 2019.
- Die Romania submersa in der westlichen Deutschschweiz. In: Alemannische Dialektologie: Wege in die Zukunft. Beiträge zur 16. Arbeitstagung für alemannische Dialektologie in Freiburg/Fribourg vom 07.–10.09.2008. Stuttgart 2010, S. 343–358.
- mit der Laure Grüner: Les patois valaisans. Heft II vo: Langues et cultures. Bern 2010.
- Unité et hétérogénéité du français en Suisse romande. In: G. Delage (Ed.): La langue française dans sa diversité. Québec 2008, S. 93–94.
- Bis wann wurde in der Region Bern (Alt-)Romanisch gesprochen? Libernis. Zeitschrift der Stadt- und Universitätsbibliothek Bern, 2006.
- La survivance du gaulois dans l’espace helvétique. Nouvelles contributions toponymiques à une vieille question. In: Revue de linguistique romane, 69, 2005, S. 19–51.
- A la découverte de l’ancien francoprovençal. Le témoignage de la toponymie haut-valaisanne. In: Colligera atque tradere. Etudes d’ethnographie alpine et de dialectologie francoprovençale. Mélanges offerts à Alexis Bétemps. 2003, S. 111–119.
- Zürich = Tūrḗgum ou Tū́rĕgum ? In: Nouvelle revue d’onomastique, 2007, S. 47–48.
- Que reste-t-il des dialectes gallo-romans de Suisse romande ? In: Jean-Michel Eloy (Hg.).: Evaluer la vitalité. Variétés d’oïl et autres langues. Université de Picardie / Centre d’études picardes, Amiens 1998, S. 101–114.
- Sprachkontakt und Mehrsprachigkeit in Bivio (Graubünden). Linguistische Bestandesaufnahme in einer siebensprachigen Dorfgemeinschaft. Bern 1984.
- Color. Les langues romanes devant le phénomène de la couleur. Bern 1978.